# 고미반도체
고미전자산업 혹은 고미반도체는 1965년 미국의 코미 코퍼레이션(Komy)사에 의해 설립된 반도체 패키징(Packaging, 조립) 목적의 합자회사였다. 이는 대한민국에 최초로 설립된 반도체 산업 설비로 받아들여진다. 당시 대한민국의 반도체 분야 기술 및 생산 경험이 전무한 상태에서, 고미반도체는 국내의 저렴한 노동력을 이용해 트랜지스터 생산의 마지막 공정인 패키징(Packaging, 조립)을 담당했다. 미국의 코미 코퍼레이션은 기술자를 파견하여 생산 과정 상의 기술 협의에 대응하였다.

## 역사
훗날 사장으로 역임하게 될 이석우는 MIT 석사 출신으로 미국 보스턴의 중소 반도체업체인 Komy에서 근무하던 중, 인건비가 저렴한 한국에서 임가공을 하면 유리하다고 회사 측을 설득하여 한미합작회사로 고미산업을 설립하였다. 이윽고 1965년 12월 3일 미국의 코미 사가 내·외자 75:25의 비율로 7만6천 달러(당시 약 9천여만원 상당)를 투자하여 트랜지스터와 다이오드를 조립하는 합자회사인 '고미전자산업'을 한국에 설립했다. 고미전자산업의 반도체 조립 공장은 서울 마포 부근에 설치한 군용 천막 2개 동에서 시작됐다. 수십명의 여공들이 이 천막 안에 비닐을 깔고 트랜지스터를 조립했다. 이석우는 고미전자산업 초대 사장이 됐다.
설립 당시인 1965년 미국 기업들은 이미 대만에 진출하고 있던 중이었다. 고미산업의 사례는 한국 역시 전자산업에 잠재력이 있음을 보여주었고, 1966년 대한민국 정부는 외국인 투자에 대해 소득세·법인세·재산세·취득세 부과를 5년 동안 면제하는 내용을 골자로 하는 외자도입법을 제정했다. 이처럼 고미산업의 사례 및 외자도입법 제정은 페어차일드, 모토롤라 등 미국 기업들이 한국에 투자하는 데 기여하게 되었다. 1960년대 후반부터 1980년대까지 미국산 반도체의 조립은 사실상 한국에서 도맡았다는 시각이 존재한다.

## 수출 현황
미국으로부터 170만개 의 트랜지스터 (5만1천 달러 상당)의 수출 계약을 맺는 데에 성공한 고미 반도체는, 1966년 10월까지 17만개를 선적했고, 당해년도 12월말까지 전량을 선적할 예정이었다. 1967년부터는 연간 2백만개 이상의 트랜지스터를 생산 및 미국에 수출하기 위해, 생산 설비 확충을 목표하고 있었다.